# Vigrahapala
Vigrahapala est le cinquième empereur de la dynastie Pala, successeur de Mahendrapala, fils et successeur de Devapala. Il règne pendant trois ou quatre ans vers 850-854 avant d'abdiquer et de mener une vie recluse. Vigrahapala était petit-fils du frère cadet de Dharmapala,  Vakapala et fils de Jayapala. Il est remplacé par son fils, Narayanapala. Les informations sur lui et ses ancêtres se trouvent dans les inscriptions de Bhagalpur, gravé dans le bronze par son fils Narayanapala.

## Sources
- (en) Cet article est partiellement ou en totalité issu de l’article de Wikipédia en anglais intitulé « Vigrahapala » (voir la liste des auteurs).
- Sailendra Nath Sen Ancient Indian History and Civilization New Age International, 1999  (ISBN 8122411983 et 9788122411980)